# Медресе Мазари-Шариф
Медресе Мазари Шериф (узб. Mozori Sharif madrasasi) — архитектурный памятник, здание медресе в историческом центре Хивы (Узбекистан), воздвигнутое в 1882 году при узбекском правителе Мухаммад Рахим-хане II на средства его сына, хакима Ташауза — Иса-тюры.
Здание построено под руководством известного хорезмийского мастера своего времени Каландара Кочума.
Медресе одноэтажное (площадь 28,6х15,8 метров), площадь внутреннего двора составляет 11,6х6,2 метров. В отличие от других хивинских медресе, в нём отсутствуют отдельные помещения для учебной аудитории (дарсхана) и мечети.